# Campionatul Mondial de Scrimă din 1985
Campionatul Mondial de Scrimă din 1985 s-a desfășurat în perioada 20 iulie–30 iulie la Barcelona în Spania.

## Rezultate

### Masculin
| Probă                 | Aur                                                                                   | Argint                                                                             | Bronz                                                                                          |
| Spadă la individual   | Philippe Boisse (FRA)                                                                 | Jaroslav Jurka (CSK)                                                               | Philippe Riboud (FRA)                                                                          |
| Spadă pe echipe       | RFG Alexander Pusch Achim Bellmann Volker Fischer Thomas Gerull Arnd Schmitt          | Italia Sandro Cuomo Roberto Manzi Stefano Bellone Angelo Mazzoni Maurizio Randazzo | Uniunea Sovietică Vitali Agheev Serghei Kravciuk Andrei Șuvalov Aleksandr Mojaiev Mihail Tișko |
| Floretă la individual | Mauro Numa (ITA)                                                                      | Andrea Cipressa (ITA)                                                              | Harald Hein (FRG)                                                                              |
| Floretă pe echipe     | Italia Mauro Numa Andrea Cipressa Andrea Borella Federico Cervi                       | RFG Harald Hein Matthias Behr Klaus Reichert Thorsten Weidner Ulrich Schreck       | Uniunea Sovietică Aleksandr Romankov Vladimer Apțiauri Anvar Ibraghimov Boris Korețki          |
| Sabie la individual   | György Nébald (HUN)                                                                   | Hristo Etropolski (BGR)                                                            | Vasil Etropolski (BGR)                                                                         |
| Sabie pe echipe       | Uniunea Sovietică Andrei Alșan Heorhii Pohosov Serghei Mindirgasov Viktor Krovopuskov | Bulgaria · Hristo Etropolski · Vasil Etropolski · Gheorghi Ciomakov · Marin Ivanov | Ungaria · Imre Bujdosó · Imre Gedővári · György Nébald · József Varga                          |

### Feminin
| Probă                 | Aur                                                                              | Argint                                                                                          | Bronz                                                                                            |
| Floretă la individual | Cornelia Hanisch (FRG)                                                           | Sabine Bischoff (FRG)                                                                           | Pascale Hachin (FRA)                                                                             |
| Floretă pe echipe     | RFG Cornelia Hanisch Anja Fichtel Sabine Bischoff Susanne Lang Zita Funkenhauser | Ungaria · Gertrúd Stefanek · Zsuzsanna Jánosi · Edit Kovács · Zsuzsanna Szőcs · Katalin Győrffy | Uniunea Sovietică Valentina Sidorova Olga Veliciko Olga Voșceakina Marina Soboleva Irina Ușakova |

## Clasament pe medalii
| Loc | Țară              | Aur | Argint | Bronz | Total |
| --- | ----------------- | --- | ------ | ----- | ----- |
| 1   | RFG               | 3   | 2      | 1     | 6     |
| 2   | Italia            | 2   | 2      | 0     | 4     |
| 3   | Ungaria           | 1   | 1      | 1     | 3     |
| 4   | Uniunea Sovietică | 1   | 0      | 3     | 4     |
| 5   | Franța            | 1   | 0      | 2     | 3     |
| 6   | Bulgaria          | 0   | 2      | 1     | 3     |
| 7   | Cehoslovacia      | 0   | 1      | 0     | 1     |